# Marinka Ribič
Marinka Ribič, baletna solistka SNG Opera in balet ljubljana, profesorica baleta na Konservatoriju za glasbo in balet Ljubljana, * 8. maj 1970, Ljubljana, Slovenija
Od leta 1986 do 2006 je bila članica baletnega ansambla SNG Opera in balet Ljubljana. Leta 1991 je napredovala v skupino baletnih solo zboristov, leta 1995 pa je postala baletna solistka. Ta naziv je ohranjala vse do leta 2006, ko je zaključila svojo baletno kariero.
Od leta 1999 do 2003 je poučevala balet na Srednji vzgojiteljski šoli v programu sodobnega plesa umetniške gimnazije.
Od leta 2001 do 2005 je v SNG Opera in balet ljubljana bila tudi asistentka različnim koreografom.
Med letoma 2003 in 2005 je kot honorarna sodelavka poučevala klasični balet na SGBŠ Ljubljana.
Od leta 2006 je kot profesorica baleta redno zaposlena na Konservatoriju za glasbo in balet Ljubljana. Od istega leta je tudi zunanji ocenjevalec baletne mature.
Med leti 2011 in 2014 je sodelovala pri pripravi in prenovi učnih načrtov za umetniško gimnazijo – plesna smer, modul A – balet.
Od leta 2012 je članica Državne predmetne komisije za splošno maturo, predmet glasba, modul A - balet. 
Leta 2018 je postala vodja aktiva Srednje baletne šole.

## Življenjepis
Marinka Ribič je s šestnajstimi leti, po končani Srednji baletni šoli v Ljubljani, opravila avdicijo in bila leta 1986 sprejeta v baletni zbor SNG Opera in balet Ljubljana.
Po petih letih je napredovala v skupino baletnih solo zboristov, štiri leta kasneje pa si je priplesala naziv baletne solistke, katerega je ohranjala enajst let. Bila je opažena s strani koreografov, mentorjev in pedagogov, ki so prihajali iz tujine in v njej prepoznavali neverjetno moč, eksplozivnost in občutek za vrtenje. Tako si je z velikim trudom prislužila dvajsetletno kariero v ljubljanski operi, kjer je odplesala veliko solističnih vlog.
Sodelovala je tudi v predstavah mariborskega baleta in v plesnih projektih Televizije Slovenija. Z baletnim ansamblom je gostovala v Minsku, Zagrebu, Antwerpnu, Hamburgu in Lizboni. Kot plesalka se je zelo dobro gibala v sodobnih plesnih tehnikah, zato je sodelovala z različnimi slovenskimi koreografi: Matjažem Faričem, Matejo Bučar, Brankom Potočanom, Tanjo Skok in Uršulo Teržan. Z njihovimi deli je gostovala na Dunaju, Budimpešti, Skopju, Bologni in Sarajevu.
Od leta 2006 je redno zaposlena na Konservatoriju za glasbo in balet Ljubljana. Do danes je na maturitetni nastop pripeljala že devet generacij. Svoje dijake je zelo uspešno pripravljala tako na slovenska kot tudi mednarodna baletna tekmovanja. Na tekmovanjih mladih slovenskih baletnih plesalcev BALTEK so dijaki pod njenim mentorstvom osvojili šest zlatih, štiri srebrne in šest bronastih medalj, ter eno zlato in eno srebrno medaljo na mednarodnih baletnih tekmovanjih v Zagrebu.
Nekateri njeni varovanci so šolanje nadaljevali v tujini: Codarts Rotterdam – University of the Arts, Munich International Ballet School in Iwanson International School of Contemporary Dance. Nekatere pa je pot takoj zanesla v gledališča: SNG Opera in balet Ljubljana, Hrvatsko narodno kazalište Ivana pl. Zajca na Reki, Balletto di Verona, ter v plesne skupine: Batsheva Dance Company, Fresco Dance Company in Kibbutz Contemporary Dance Company II v Tel Avivu, Izrael.

## Solistične vloge v SNG Opera in balet Ljubljana[3]
- Boginja, Spremljevalka, Pesmi ljubezni in smrti
- Lady Capulet, Romeo in Julija
- Alba, Dom Bernarde Albe
- Solo dekleta, IX. simfonija iz novega sveta
- Španka, Lepa Vida
- Guido Von Piquet, Molitveni stroj Noordung
- Solo valček, dve snežinki, Španski ples, Hrestač
- Kitrina Prijateljica, Don Kihot
- Kmečki pas de deux, Myrthina spremljevalka, Giselle
- Helena, Sen kresne noči
- Betsy Tverska, Ana Karenina
- Mama, George Gershwin
- Jacinta, Ljubljanski akvareli
- Gigi, Coppélia na Montmartru
- Mati, George Gershwin
- Dekle, Musiques funebres
- Vila življenjske moči, Diamant, Trnuljčica
- Kaščajeva žena, Ognjena ptica
- Pocestnica, Ukročena trmoglavka
- Mati, Nori malar
- Vražica, Trobenta in vrag
- Lisina prijateljica, Navihanka
- Veliki labodi, Neveste, Solo valček, Solo madžarski ples, Labodje jezero
- Solo dekle, Ta ljubezen
- Planet, Pokrajina misli
- Mačeha, Pepelka

## Kritike baletnih predstav[4]
- Zelo dobri sta bili tudi obe solistki v plesu snežink (S. Nešković in M. Ribič) in valčku (R. Križaj in M. Ribič). Delo, Andreja Tauber, 6. 12. 1993 (Hrestač)
- Nastopajoči koreografijo odlično izvajajo. Liričnost ljubezni ponazarjata A. Hriberšek in A. Stevens, izjemno energijo M. Ribič, V. Vidmar pa zapovednika drugim in vzpodbujevalca zla in nasilja. Delo, Andreja Tauber, 26. 4. 1994 (Perpetuum)
- M. Ribič in I. Visočinenko plešeta Kitrini prijateljici nenavadno skladno. Delo, Andreja Tauber, 2. 11. 1994 (Don Kihot)
- Iz skupine drugih plesalk izstopa po preciznosti izvedbe M. Ribič. Delo, Andreja Tauber, 1. 3. 1995 (Pirovi plesi)
- V kmečkem pas de deuxu M. Ribič in S. Capraroiu pokažeta v solističnih variacijah veliko znanja, v skupnem plesu pa se izkaže, da 23-letni Capraroiu (še) ni popolnoma zanesljiv partner. V vile začarana dekleta v drugem dejanju plešejo skladno in zelo dobro. Suvereno jim poveljuje S. Nešković, s svojimi nastopi pa sta navdušili tudi M. Ribič in M. Kalar. Delo, Andreja Tauber, 15. 7. 1995 (Giselle)
- Marinka Ribič je imela prvič ustrezno vlogo. Zanesljiva in tehnično solidna plesalka je bila lahkotna in izredno ljubka v vlogi Helene. Večer, Breda Pretnar, 1996 (Sen kresne noči)
- Odlične v obvladovanju plesa so tudi prve tri solistke: S. Nešković je čutno zahtevna, do ljubimcev pretkana in vilinski svet suvereno obvladujoča Titanija. N. Vrhovec (Hermija) in M. Ribič (Helena) sta zaljubljenki v Lisandra in Demetrija. Upodabljata prisrčnost, neubogljivost, trmoglavost, prepirljivost, nagajivost, radovednost, spravljivost in predanost izvoljencema. Delo, Andreja Tauber, 9. 3. 1996 (Sen kresne noči)
- Vsa navzkrižna zaljubljanja in odljubljanja so lepo odplesali, v sočasnih, a razločno karikiranih, zares lepih duetih D. Bogdanić, N. Vrhovec, V. Isaičev in M. Ribič. S, Neja Kos, 11. 3. 1996 (Sen kresne noči)
- Še najbolj posrečeni in razgibani odstavki pripadajo četverici ljubimcev: N. Vrhovec, M. Ribič in V. Isaičev, ki so jim seveda kos, S. Semenjuk pa je očitno v slabi formi. Razgledi, Jure Dobovišek, 3. 4. 1996 (Sen kresne noči)
- Izpostavim naj le nekatere: G. Radasanu – Lolo, njena kreacija lahkoživke je bila, kot bi stopila iz Lautrecovega platna; T. Horvata kot natakarja, ki je bil zame odkritje večera, M. Ribič, tako kot se spodobi za lahkoživke, malce vulgarno Gigi, šarmantnega Parižana D. Grabnarja. Večer, Breda Pretnar, 18. 11. 1997 (Coppélia na Montmartru)
- V plesu izrazitih kontrakcij torza in čutnih rok se predstavijo štiri ženske, skrivnostne in sprenevedajoče se lutkice v stilnih in lepih kostumih, ki jih v plesu tudi domiselno vključijo v minimalistične gibalne strukture. Kontrakcije so nekoliko ovirali sicer modni, a trdi korzeti; kljub temu je zlasti Marinka Ribič tovrstno tehniko še posebno dobro izoblikovala. Pri Ribičevi se notranje čutenje pokaže v osebno obarvani gibalni izraznosti, tako v drobnih premikih dlani in v pogledih kot tudi v zahtevni tehniki nog. Daliborka Podboj, 6. 4. 2002 (Ta ljubezen)
- Marinka Ribič svojo mojstrsko baletno figuraliko ves čas odlično zaključuje z ostrimi impresivnimi gestami (rok in glave), ki njenemu pogledu jasno začrtujejo smer, svojo zmuzljivost v ključnih trenutkih močno opira v tla, kar podeljuje karakterju Mačehe avtoritarnost in neomajnost. Delo, Rok Vevar, 13. 3. 2004 (Pepelka)

## Asistentka koreografa[5]
Zadnja leta delovanja v SNG Opera in balet Ljubljana je poleg rednega aganžmaja plesalke opravljala tudi funkcijo asistentke koreografa različnih predstav: 
- Nori malar, koreograf Vlasto Dedović
- Ta ljubezen, koreograf Gagik Ismailian
- Coppélia na Montmartu, koreograf Youri Vámos
- Hrestač - Božična zgodba, koreograf Youri Vámos

## Koreografije[6]
V času aktivnega plesanja, je preizkušala tudi svoj koreografski talent. Za Društvo baletnih umetnikov Slovenije je med leti 2002 in 2004 za Baletne večere mladih koreografov na glasbo slovenskih avtorjev pripravila tri kratke koreografije: Na preizkušnji, Tanka linija, Do tja, nazaj in spet naprej ...
Za Srednjo baletno šolo je sestavila nekaj krajših del: Pod dvoriščnim oknom (2004), koreografijo za državno proslavo ob Dnevu državnosti (2007), Kdo se boji svetlobe (2014, skupaj s Tanjo Pavlič) in koreografijo za koncert ob 100. obletnici ustanovitve KGBL (2019).
Za letne produkcije baletne in srednje baletne šole je v Cankarjevem domu pripravila divertissemente iz baletov Trnuljčica (2010), Paquita (2013, 2019) in Gusar (2016).

## Nagrade
3. 2. 2022 je prejela Škerjančevo diplomo za izredne dosežke na področju baleta, ki jo Konservatorij za glasbo in balet Ljubljana vsako leto podeljuje svojim dijakom in profesorjem.